# Mallada innotatus
Mallada innotatus är en insektsart som först beskrevs av Walker 1853.  Mallada innotatus ingår i släktet Mallada och familjen guldögonsländor. Inga underarter finns listade i Catalogue of Life.